# Buprestis
Genre
Buprestis est un genre d'insectes coléoptères de la famille des Buprestidae, de la sous-famille des Buprestinae.

## Liste des espèces
Selon Fauna Europaea (28 août 2014) : espèces et sous-espèces rencontrées en Europe :
- Buprestis (Buprestis) aetnensis Baviera & Sparacio, 2002
- Buprestis (Buprestis) bertheloti Laporte & Gory, 1837
- Buprestis (Buprestis) cupressi Germar, 1817
- Buprestis (Buprestis) dalmatina Mannerheim, 1837
- Buprestis (Buprestis) flavoangulata Fairmaire, 1856
- Buprestis (Buprestis) haemorrhoidalis Herbst, 1780
  - Buprestis (Buprestis) haemorrhoidalis araratica Marseul, 1865
  - Buprestis (Buprestis) haemorrhoidalis haemorrhoidalis Herbst, 1780
- Buprestis (Buprestis) humeralis Klug, 1829
- Buprestis (Buprestis) magica Laporte & Gory, 1837
- Buprestis (Buprestis) novemmaculata Linnaeus, 1758
  - Buprestis (Buprestis) novemmaculata gravida Abeille de Perrin, 1900
  - Buprestis (Buprestis) novemmaculata novemmaculata Linnaeus, 1758
- Buprestis (Buprestis) octoguttata Linnaeus, 1758
  - Buprestis (Buprestis) octoguttata corsica Obenberger, 1938
  - Buprestis (Buprestis) octoguttata octoguttata Linnaeus, 1758
- Buprestis (Buprestis) rustica Linnaeus, 1758
- Buprestis (Buprestis) tarsensis Marseul, 1865
- Buprestis (Cypriacis) splendens Fabricius, 1775
- Buprestis (Pseudyamina) douei Lucas, 1846

Selon Catalogue of Life (28 août 2014) :
- Buprestis arborescens
- Buprestis coriacea
- Buprestis exaltata
- Buprestis frutescens
- Buprestis fruticosa
- Buprestis gerardi
- Buprestis gigantea
- Buprestis juncea
- Buprestis latifolia

Selon ITIS (28 août 2014) : liste de sous-genres :
- sous-genre Buprestis (Buprestis) Linnaeus, 1758
- sous-genre Buprestis (Cypriacis) Casey, 1909
- sous-genre Buprestis (Knulliobuprestis) Kurosawa, 1988
- sous-genre Buprestis (Nelsonocheira) Kurosawa, 1988
- sous-genre Buprestis (Stereosa) Casey, 1909

Selon NCBI (15 février 2015) :
- Buprestis dalmatina
- Buprestis haemorrhoidalis
- Buprestis lineata
- Buprestis maculipennis
- Buprestis novemmaculata
- Buprestis octoguttata
- Buprestis rustica

Selon Paleobiology Database (28 août 2014) :
- Buprestis (Ancylochira)
- Buprestis alutacea
- Buprestis carbonum
- Buprestis florissantensis
- Buprestis major
- Buprestis megistarche
- Buprestis meyeri
- Buprestis saxigena
- Buprestis scudderi
- Buprestis senecta
- Buprestis sepulta
- Buprestis tertiaria
- Buprestis tradita